# Plattekill
Plattekill és una concentració de població designada pel cens dels Estats Units a l'estat de Nova York. Segons el cens del 2000 tenia 1.050 habitants.

## Demografia
Segons el cens del 2000, Plattekill tenia 1.050 habitants, 346 habitatges, i 263 famílies. La densitat de població era de 154,7 habitants per km².
Dels 346 habitatges en un 43,6% hi vivien nens de menys de 18 anys, en un 47,7% hi vivien parelles casades, en un 21,4% dones solteres, i en un 23,7% no eren unitats familiars. En el 19,4% dels habitatges hi vivien persones soles el 6,1% de les quals corresponia a persones de 65 anys o més que vivien soles. El nombre mitjà de persones vivint en cada habitatge era de 3,03 i el nombre mitjà de persones que vivien en cada família era de 3,36.
Per edats la població es repartia de la següent manera: un 33,3% tenia menys de 18 anys, un 6,7% entre 18 i 24, un 29% entre 25 i 44, un 21% de 45 a 60 i un 10% 65 anys o més.
L'edat mediana era de 34 anys. Per cada 100 dones de 18 o més anys hi havia 89,2 homes.
La renda mediana per habitatge era de 40.769 $ i la renda mediana per família de 41.429 $. Els homes tenien una renda mediana de 38.250 $ mentre que les dones 33.036 $. La renda per capita de la població era de 15.497 $. Entorn del 8,5% de les famílies i l'11,7% de la població estaven per davall del llindar de pobresa.